# Habronyx heros
Habronyx heros är en stekelart som först beskrevs av Wesmael 1849.  Habronyx heros ingår i släktet Habronyx och familjen brokparasitsteklar. Arten är reproducerande i Sverige. Inga underarter finns listade i Catalogue of Life.